# Жеребцов, Александр Алексеевич
Алекса́ндр Алексе́евич Жеребцо́в (30 август [10 сентября] 1754 — 28 июня [10 июля] 1807, Санкт-Петербург, Российская империя) — обер-гофмейстер двора, тайный советник. Масон. Известен, главным образом, как законный супруг придворной авантюристки Ольги Александровны Жеребцовой, знаменитой своими любовными связями и участием в заговоре, результатом которого явилось убийство Павла I.

## Биография
Его отец, сановник, сенатор и действительный тайный советник Алексей Григорьевич Жеребцов происходил из древнего рода. Преданно неся службу при Елизавете Петровне он достиг высоких чинов, получил множество наград и поместий. Мать, Мария Михайловна (†1786) — внучка боярина Григория Филимоновича Нарышкина. Помимо Александра в их семье было множество детей, из которых ныне известны лишь братья Михаил и Алексей, а также сёстры Анна (1733—1793) и Екатерина (1748—1810).
В 1777 году Александр получил в наследство от отца мызу Мануйлово в Ямбурском уезде. В 1780 году женился на 15-летней красавице Ольге Александровне Зубовой, сестре Платона, будущего фаворита Екатерины II. Семья Жеребцовых, в которой родилось четверо детей, зимой жила в Петербурге в собственном доме по Английской набережной, 52. На лето они перебирались в большое благоустроенное имение Ровное-Новоблагодатное:

Село Ровное стоит на горе над самой рекою, строения много и вид показывает как маленький городок. … Его Превосходительство Александр Алексеевич Жеребцов был самой русский человек, любил всё русское, довольно был хлебосол, самой доброй души. Он имел тут прекрасные оранжереи, фруктов бездно, виноград чудесной, шпанских вишен большие сараи, ананасов, персиков… Храм Божий построен прекрасно: каменный и довольно обширный. В саду проведены большие каскады и спадают в реку с большим шумом.— Иван Андреевич Якубовский, «Карлик фаворита».
С возвышением в 1789 году Платона Зубова, последнего фаворита императрицы Екатерины II, семья Жеребцовых была приближена ко двору. Александр Алексеевич получил чин действительного камергера и должность обер-гофмейстера. Несмотря на важную должность — Жеребцов заведовал штатом и финансами императорского двора, он оставался, по-видимому, весьма скромным человеком и предпочитал держался в тени — о нём сохранилось совсем немного воспоминаний современников. Его супруга была обласкана императрицей и стала пользоваться большим успехом в обществе. Жеребцову окружила толпа поклонников, среди которых был сам великий князь Павел Петрович; виднейшие вельможи старались завоевать её расположение. В 1791 году у Ольги Александровны начался серьёзный роман с английским посланником в России Чарльзом Уитвортом, который был старше неё на 15 лет. Современники отзывались о нём, как о «респектабельном авантюристе».
Александр Алексеевич, тем временем, всё более погружался в дела управления имением. На фоне страсти к Уитворту и блестящих придворных развлечений дети и муж стали занимать совсем незначительное место в жизни Жеребцовой. Их разобщение было столь велико, что некоторые позднейшие авторы искренне считали здравствовавшего в то время Александра Алексеевича «генералом, кажется, убитым во время войны», а её — вдовой. В итоге, супруги стали жить по большей части раздельно: Александр Алексеевич — с детьми в имении, а Ольга Александровна — в Петербурге с Уитвортом. Поскольку дипломат был не слишком богат, по сравнению с сестрой императорского фаворита, она оплачивала все его расходы и фактически поселила у себя в доме на Английской набережной, который он оставлял лишь на несколько недель в году, когда камергер Жеребцов приезжал в столицу по каким-то делам.
Со смертью Екатерины II и восшествием на престол Павла I шурины Александра Алексеевича, их родственники и сторонники, бывшие виднейшими вельможами и военачальниками прежнего царствования, быстро оказались в опале. Семью Жеребцовых царская немилость однако не коснулась. Несмотря на некоторое первоначальное охлаждение со стороны столичного высшего общества, жизнь в доме на Английской набережной вскоре вернулась в своё привычное весёлое русло. Несмотря на указы Павла I, направленные против роскоши, балы, которые там устраивались, и изысканный стол были знамениты на весь Петербург. Более того в 1798 году император пожаловал их сына камер-юнкера Александра, состоявшего при великой княгине Анне Фёдоровне, супруге великого князя Константина Павловича, чином действительного камергера. Тем не менее, приблизительно с осени 1799 года Жеребцова вместе со своим любовником Уитвортом и его другом-дипломатом и вице-канцлером графом Никитой Петровичем Паниным составили заговор против императора Павла I с целью возведения на престол наследника, великого князя Александра Павловича. Основным местом собраний заговорщиков был дом Жеребцовых на Английской набережной. Здесь почти ежевечерне происходила вербовка сообщников; существует романтическая легенда о том, что Ольга Александровна после своих блестящих приёмов переодевалась нищенкой и в таком виде прокрадывалась к другим участникам с конспиративными поручениями. Кроме того, Александр Алексеевич состоял в родстве с фавориткой императора Анной Петровной Лопухиной, которая была известна своей откровенной болтливостью. Этим пользовалась Ольга Александровна, добывая через неё для своих сообщников важную информацию о распорядке повседневной жизни Павла I. Между тем, отношения России с Великобританией испортились, и в мае 1800 года лорд Уитворт, получивший к тому времени титул, благодаря ходатайству российского императора, был выдворен из России вместе со всеми членами своей миссии. Это стало для заговорщиков, и в особенности для супруги Александра Алексеевича, большой и очень неприятной неожиданностью. Ольга Александровна продолжила активно интриговать при дворе в интересах заговорщиков, исполнять роль хозяйки великосветского салона служившего прикрытием их встреч. Кроме того, она обеспечивала, по-видимому, связь своих сообщников с английским правительством через свою частную переписку с лордом Уитвортом. Однако когда заговор вступил в решающую фазу, 26 февраля 1801 года, почти за две недели до цареубийства, супруга Александра Алексеевича отбыла в Берлин вместе с их дочерью Екатериной. Вероятно стало известно, что ею заинтересовалась Тайная канцелярия. По другой версии, она уехала с большой суммой денег, принадлежавшей заговорщикам, чтобы спрятать их за границей на случай провала.
Александр Алексеевич остался в России и при Александре I получил чин тайного советника. Он не виделся с супругой до 1804 года, когда вместе с детьми навестил её в Лондоне, куда она к тому времени переехала. Эта их встреча стала последней. В том же году их сын Александр женился на Александре Петровне Лопухиной, сестре Анны, бывшей фаворитки Павла I, а дочь Елизавета вышла замуж за полковника Николая Михайловича Бороздина, одного из сообщников цареубийц. В 1806 году в Лондоне жена Александра Алексеевича родила внебрачного сына, которому дала имя Джордж Норд (George Nord, в переводе с фр. — «Север» или «Северный»). Кто был отец этого ребёнка неизвестно; сама Жеребцова выдавала его за сына принца Уэльского, ставшего впоследствии королём Георгом IV.
28 июня 1807 года не отличавшийся крепким здоровьем тайный советник Александр Алексеевич Жеребцов скончался. Похоронен в Церкви Александра Свирского — родовой усыпальнице Зубовых Некрополя Донского монастыря.

## Масонская деятельность

Знак масонской ложи «Соединённые друзья»

Александр Алексеевич Жеребцов был масоном французского устава ещё до запрета деятельности братства в России Екатериной II в 1790 году. Масонами также были его шурины, братья Зубовы — граф Валериан и бывший фаворит князь Платон . Александр I хотя формально и не отменял запретов своих предшественников, но первые годы смотрел на деятельность вольных каменщиков «сквозь пальцы», не возбраняя открытия новых лож, — начинался так называемый «золотой век» масонства в России. В то же самое время братья Зубовы, которые после устранения Павла I на короткое время вернули себе влияние на государственные дела, вскоре вновь его утратили, подверглись опале и были удалены из столицы. Первый уехал в Москву, а второй в ноябре 1801 года, вслед за сестрой-заговорщицей, отправился в отпуск за границу. В Берлине тогда находился и двадцатилетний сын Жеребцовых Александр, отправленный молодым императором с дипломатической миссией — уведомить прусского короля Фридриха Вильгельма III о кончине отца и своём вступлении на престол. Из близких Зубовых, имевших отношение к масонству, в столице остался только Александр Алексеевич. Он привлёк графа Александра Ивановича Остермана-Толстого, и втроём с инспектором классов Пажеского корпуса майором Карлом Осиповичем Оде-де-Сионом они 10 июня 1802 года с высочайшего позволения инсталлировали в доме Жеребцовых ложу «Соединённых друзей» (фр. Les Amis Réunis).
Сам Жеребцов встал во главе этой масонской организации, состав которой в скором времени стал весьма представительным: великий князь Константин Павлович, генерал-губернатор Белоруссии герцог Александр Вюртембергский, министр исповеданий и народного просвещения Царства Польского Станислав Костка-Потоцкий, церемониймейстер двора Его Императорского Величества Иван Александрович Нарышкин, будущий шеф жандармов при Николае I Александр Христофорович Бенкендорф, министр полиции Александр Дмитриевич Балашов, братья генерал-майор Николай Михайлович и генерал-лейтенант Михаил Михайлович Бороздины и многие другие. Общее число членов ложи к 1810 году достигло 50 человек действительных членов и 29 — почётных.
Заседания ложи происходили довольно регулярно, но зачастую служили лишь прелюдией к братским трапезам, носившим более гедонистский, нежели ритуальный характер:

<…> Сион, Прево и все прочие были народ весёлый, гульливый; с трудом выдержав серьёзный вид во время представления пьесы, спешили они понатешиться, поесть, попить и преимущественно попить…— Записки Ф. Ф. Вигеля
 Застолья эти сопровождали не только звуки оркестра и братских песнопений, но и украшали собой, хотя и редко, прекрасные дамы или, по масонскому выражению, «нимфы двора Купидона», что для масонства, считавшегося в то время сугубо мужским сообществом, было весьма необыкновенно. Благодаря всему перечисленному ложа «Соединённых друзей» слыла среди современников весьма аристократической, беспокойной, шумной и даже вольнодумной, а у масонов более строгих послушаний она, по выражению мемуариста, снискала «недобрую славу» с точки зрения нравственности. Вместе с тем это добавляло ей популярности среди профанов, желающих приобщиться к таинственным ритуалам модного увлечения и поучаствовать в «удовольствиях, коими люди весьма рассудительные наслаждаются вдали от света», и придавало замечательную жизнестойкость среди многочисленных потрясений российского масонства на протяжении всей двадцатилетней истории ложи.
В 1803 году из своего дипломатического турне по Европе вернулся сын Жеребцовых — Александр Александрович. В Париже он, несмотря на свой юный возраст, успел получить высокую степень посвящения в братство и привёз с собой акты французской системы, на основании которых (на французском языке) и велись затем работы в ложе. В том же году Александр Алексеевич передал ему «управление молотком» ложи, что позволило сыну со временем стать одним из виднейших деятелей российского масонства.

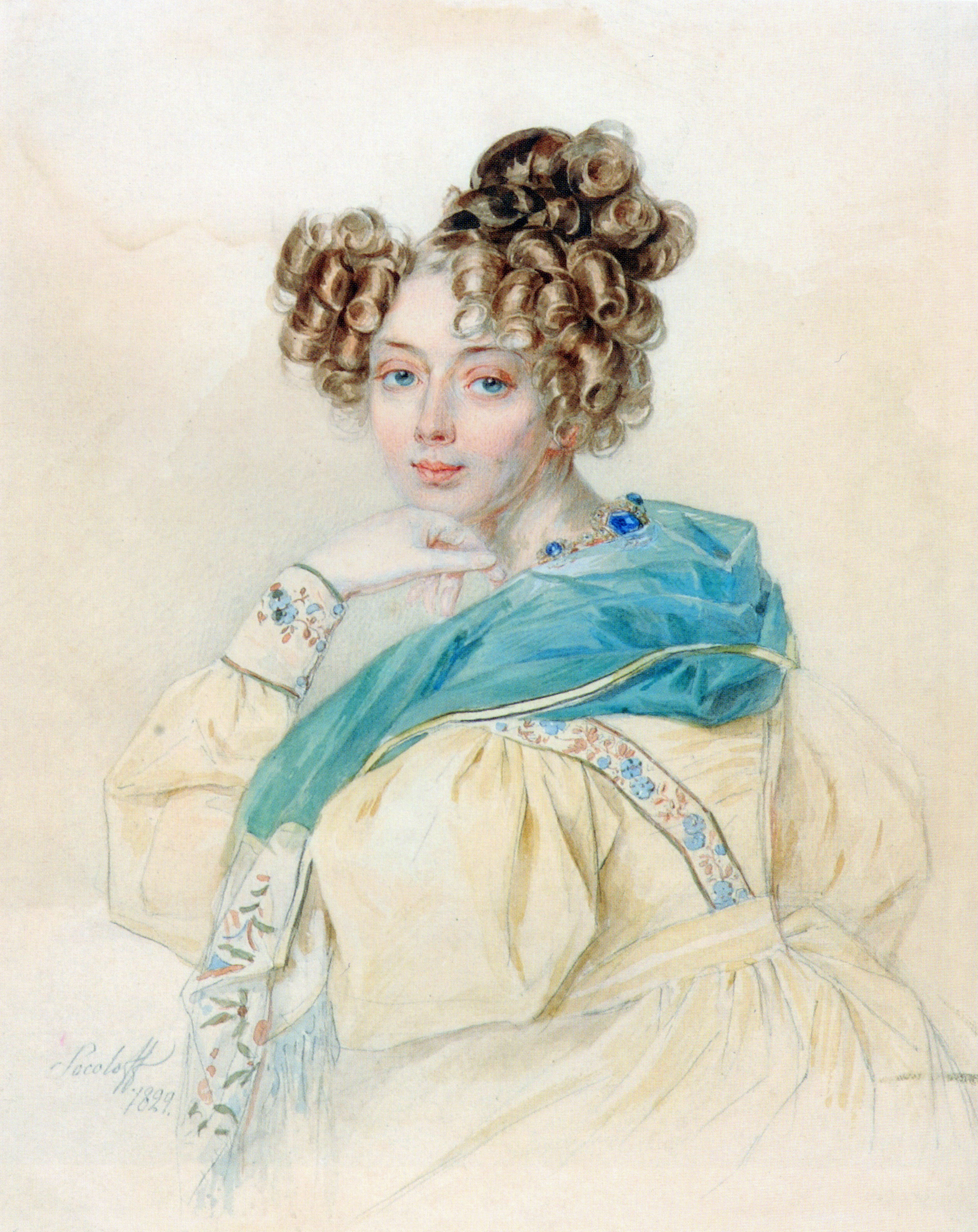
Внучка, княгиня Ольга Александровна Орлова.
Художник П. Ф. Соколов, акварель, 1829 год

## Дети и потомки
В браке с Ольгой Александровной Жеребцовой имел двух сыновей и двух дочерей:
- Александр (1781—1832) — действительный камергер, генерал-майор, герой Отечественной войны 1812 года и иностранных походов русской армии. Масон — один из крупнейших деятелей «золотого века масонства» при Александре I. В 1804 году женился на княжне Александре Петровне Лопухиной (1788—1852)[32]. Их единственный ребёнок:
  - Ольга (1807—1880) — супруга известного николаевского вельможи князя Алексея Фёдоровича Орлова, увлекалась нумизматикой[33].
- Александра (Анна) (1783—1785)[32].
- Елизавета (1787—1841) — с 1804 года замужем за генералом Бороздиным (1777—1830), от которого родила пятерых детей. В 1820 году сбежала в Париж к любовнику, французскому генералу графу де Пире, вместе с сыном от последнего[34].
- Григорий[32] (†1812) — погиб в Бородинском сражении[35].